# Винницкий общественный транспорт
Винницкий общественный транспорт — общественный транспорт города Винница, который включает в себя автобусы, троллейбусы, трамваи и маршрутные такси.

## Перечень

### Троллейбус
- Троллейбус — является основным видом общественного транспорта в Виннице. Троллейбусная сеть охватывает почти весь город — за исключением районов, застроенных преимущественно частными домами (всего 15 маршрутов). Недавно появились 4 новых маршрута на Замостянский район (маршрут № 15).

### Трамвай

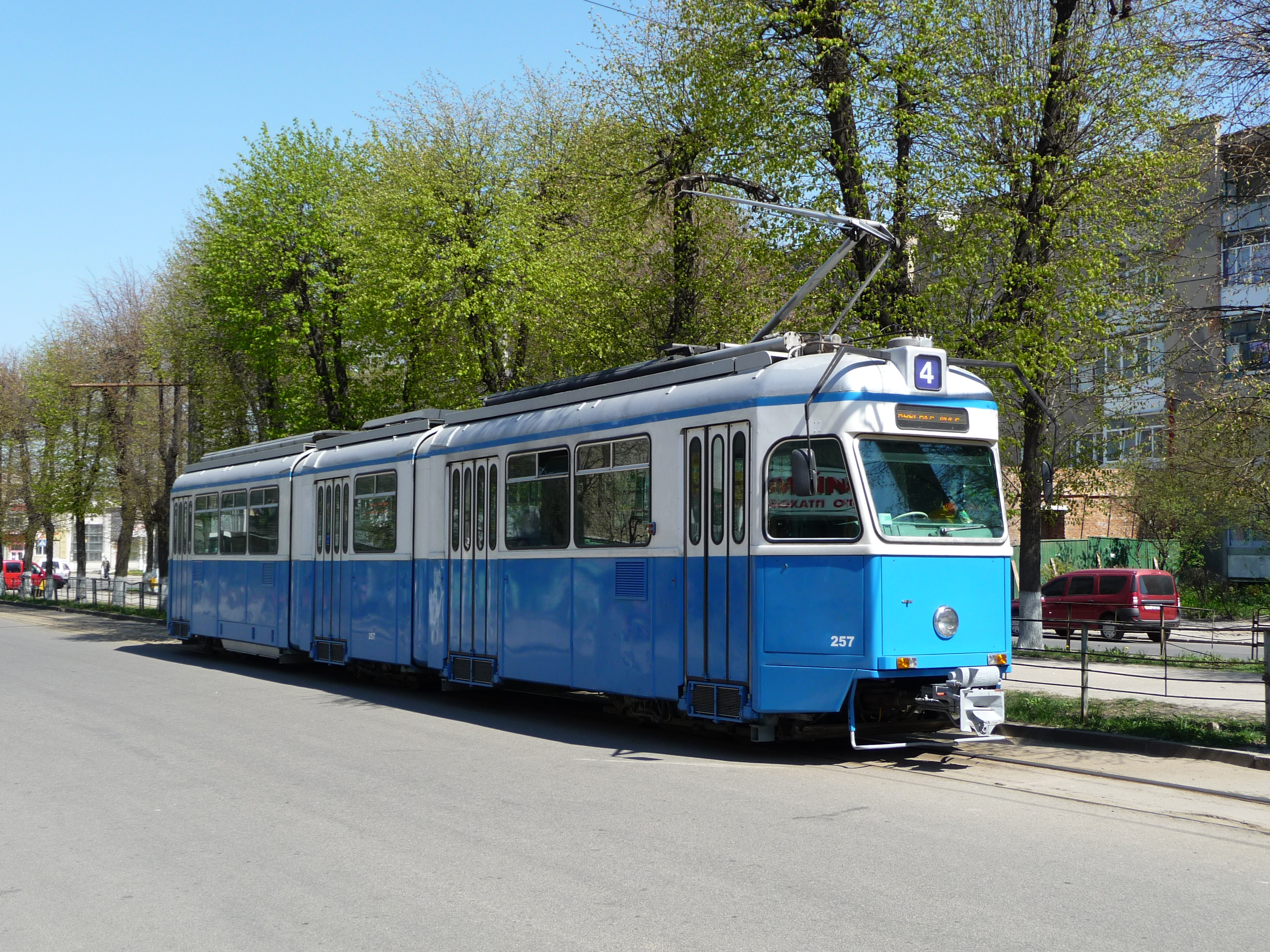
Трамвай в Виннице

- Трамвай — курсирует в западной от железной дороги части города. Существует всего 6 маршрутов: 1, 2, 3, 4, 5, 6. Ранее, в 90-х годах, было открыто 4 маршрута с разных частей города к сейчас неиспользованному кольцу около ДК «Заря», которое сейчас используется только если идет затруднение с интервалом. На то время были введены маршруты под номерами 3,7,8,9.

Третий маршрут следовал от Барского шоссе до ДК «Заря», 7 маршрут следовал от Электросети до ДК «Заря», 8 маршрут следовал от Вишенки до ДК «Заря», а 9 маршрут следовал по маршруту ЖД.Вокзал — ДК «Заря» и проработал меньше года, так как был практически не нужен.

### Автобус
- Автобус — обеспечивает пассажирские перевозки в отдалённые части города и по пригородным маршрутам. С 2008 года были закуплены новые автобусы модели ЛАЗ A183D1 и Богдан. С 2009 года постепенно начали запускать новые маршруты сейчас в 2011 году их 9. Среди маршрутов автобусы направляются в пригородные районы такие как Старый город и Корею и несколько в Сабаров и на Малые Хутора (ул. Бучмы).

После транспортной реформы, которая была проведена 16 февраля 2012 года, было изменено множество маршрутов, с которыми можно ознакомиться на схемах маршрутов на крупных остановках города. По состоянию на 2015 г. автобусов ЛАЗ 22 машины, и Богдан около 45 машин. Депо находится на Сабаровском шоссе.

### Маршрутные такси
- Маршрутные такси — являются традиционно более скоростным альтернативным видом транспорта, но в результате транспортной реформы февраля 2012 года они должны обрести значение уже лишь дополнительного транспорта[1], подвозящего людей к электротранспорту, что постепенно и происходит. Соответственно уже не так часто дублируют существующие троллейбусные и трамвайные маршруты. Маршрутные такси, связывающие железнодорожный вокзал с микрорайоном «Вишенка», курсируют круглосуточно. С июня 2011 года проезд в маршрутном такси составляет 2,50 (после 10 вечера — 3,50). Маршруты почти охватили все микрорайоны Винницы, имеются всего 28 маршрутов[2] и несколько маршрутов, дорабатывающих свои старые договора[3].